# (523731) 2014 OK394
(523731) 1995 SN55, também escrito como (523731) 1995 SN55, é um centauro perdido. Ele possui uma magnitude absoluta de 6,0 e tem um diâmetro estimado com cerca de 278 km. O astrônomo Mike Brown lista este corpo celeste em sua página na internet como um candidato a possível planeta anão.

## Descoberta
(523731) 1995 SN55 foi descoberto no dia 20 de setembro de 1995 pelo astrônomo A. Gleason.

## Órbita
A órbita de (523731) 1995 SN55 tem uma excentricidade de 0,663 e possui um semieixo maior de 23,564 UA. O seu periélio leva o mesmo a uma distância de 7,938 UA em relação ao Sol e seu afélio a 39,190 UA.
O JPL mostra este objeto com uma distância de afélio de apenas 39,1 UA, enquanto a eclíptica Inquérito Profundo (DES) mostra que ele tem uma distância afélio de 91 UA.

## Perda
(523731) 1995 SN55 estava a cerca de 39 UA do Sol, quando foi descoberto. Ele só foi observado 14 vezes em mais de 36 dias a partir de 20 de setembro de 1995 até 26 de outubro de 1995. Devido a este arco de observação curto, o objeto tem uma órbita muito pouco conhecida e é considerada perdida. (Veja cometa perdido ou asteroide perdido.)